# Dubino
Dubino är en ort och kommun i provinsen Sondrio i regionen Lombardiet i Italien. Kommunen hade 3 675 invånare (2018).